# 덱13
덱13 인터랙티브 게엠베하(Deck13 Interactive GmbH)는 독일의 비디오 게임 개발사 및 배급사이다. 2001년 프랑크푸르트에서 설립됐으며 초기에는 상호가 '트리거랩 (TriggerLab)'이었으나 2002년 첫 게임 《스텔스 컴뱃》을 발매한 직후 현재의 사명으로 변경했다. 대표작으로 《로즈 오브 더 폴른 (2014)》과 《더 서지 (2017)》가 있다. 함부르그에 자회사 덱13 함부르그를 두고 있다.
2020년 6월 포커스 홈 인터랙티브가 인수했다.